# Elymus smithii
Elymus smithii är en gräsart som först beskrevs av Per Axel Rydberg, och fick sitt nu gällande namn av Gould. I den svenska databasen Dyntaxa används istället namnet Elytrigia smithii. Enligt Catalogue of Life ingår Elymus smithii i släktet elmar och familjen gräs, men enligt Dyntaxa är tillhörigheten istället släktet kvickrötter och familjen gräs. Arten har ej påträffats i Sverige. Inga underarter finns listade i Catalogue of Life.

## Bildgalleri

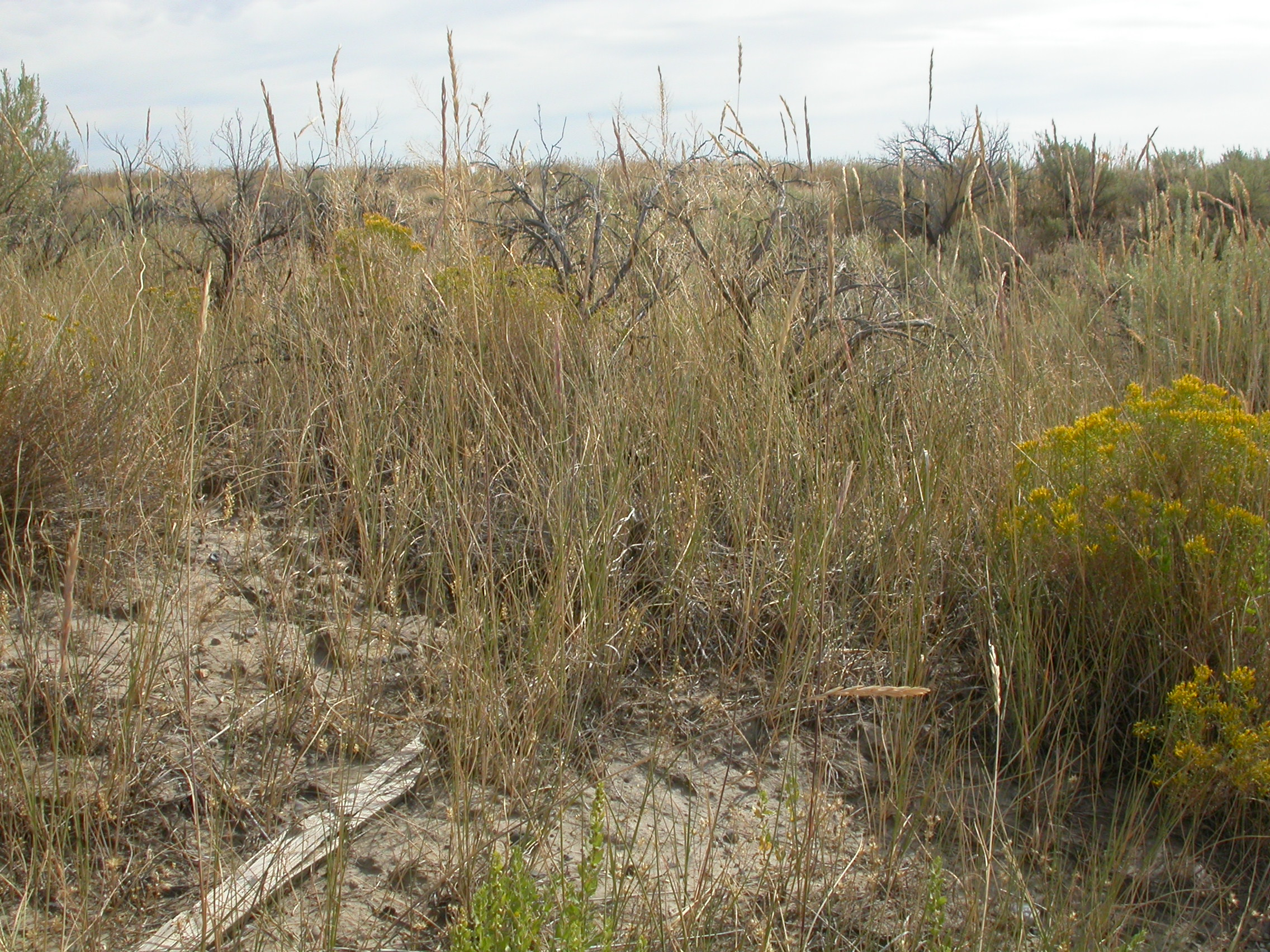
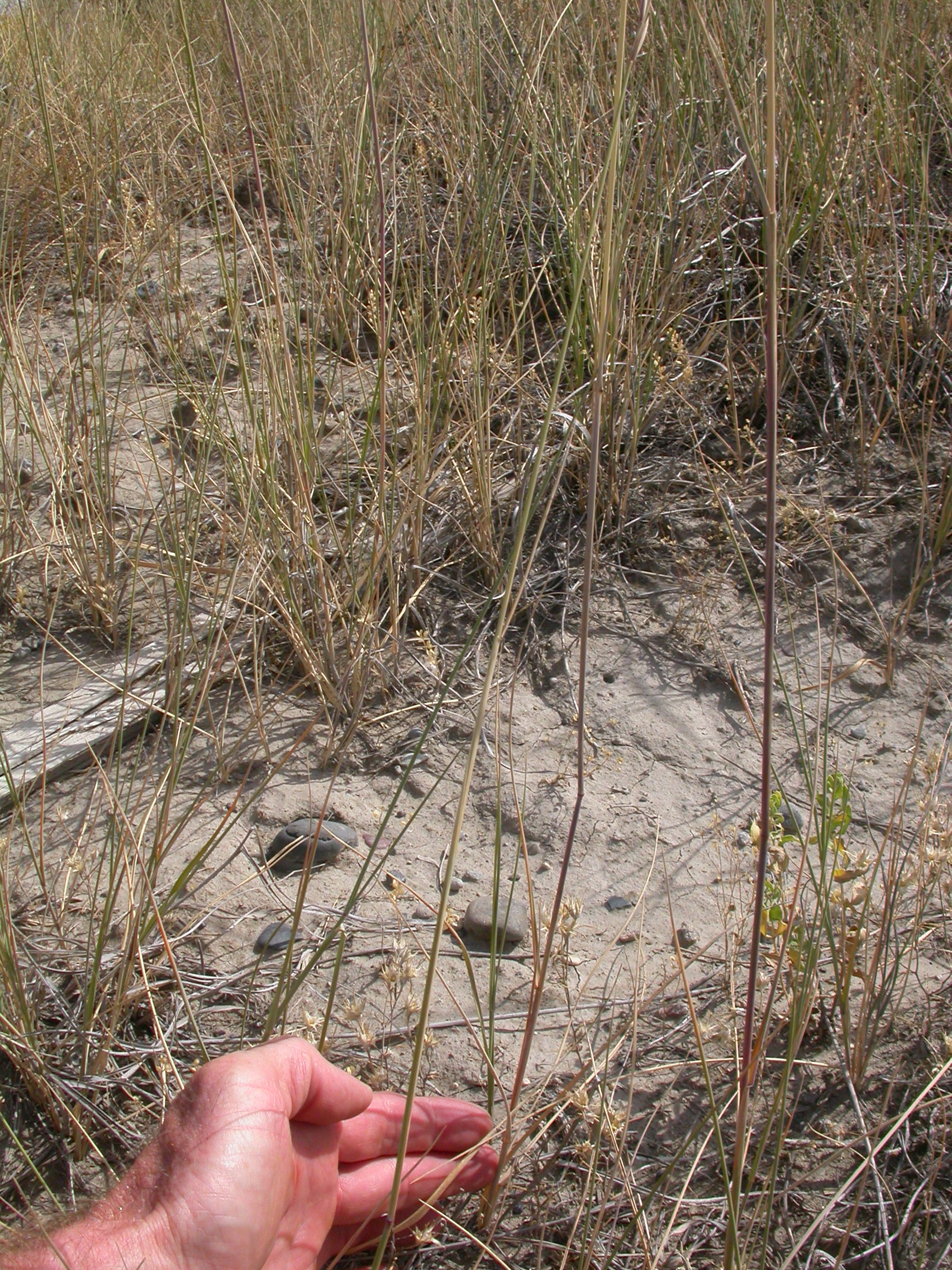
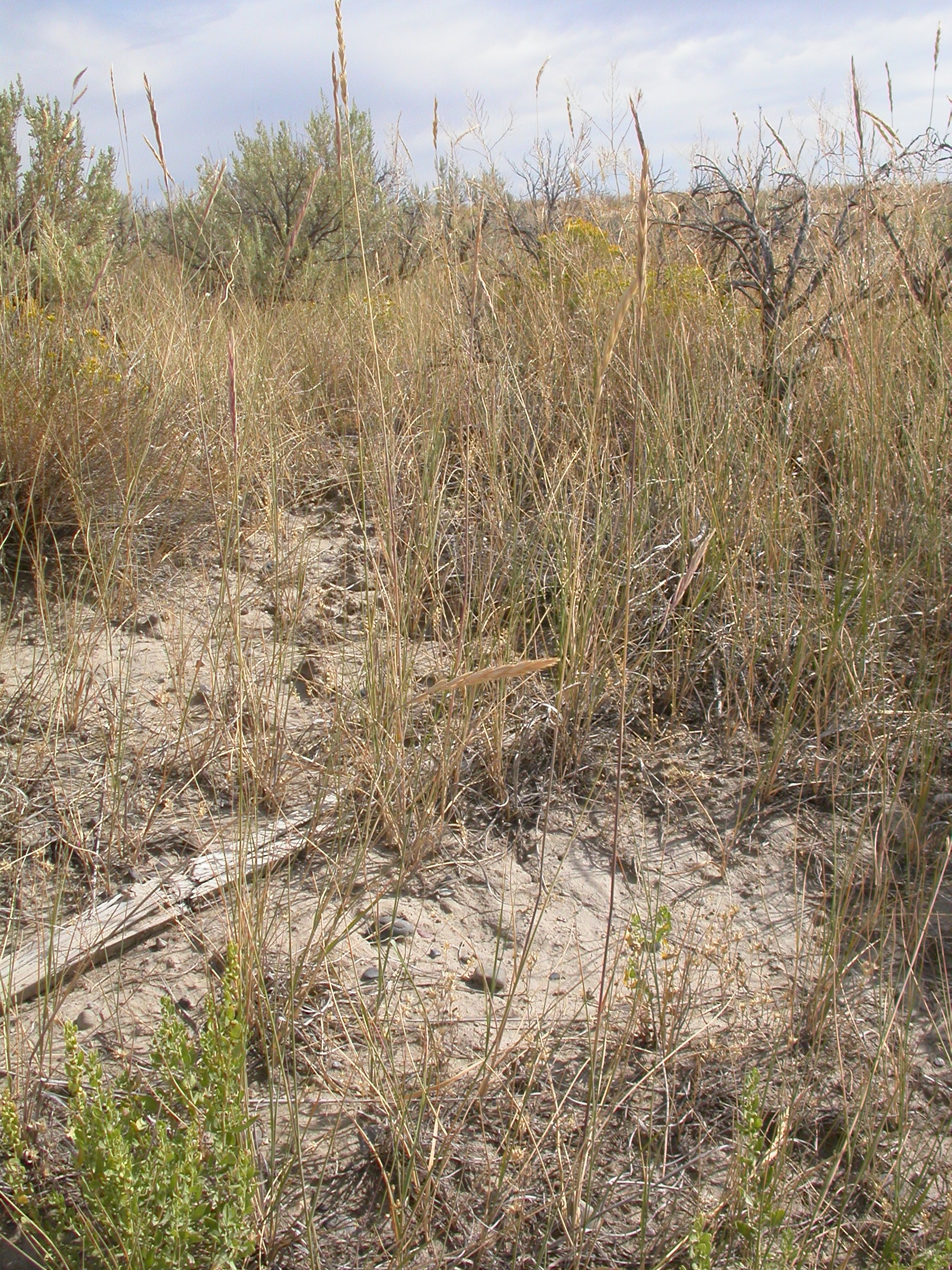
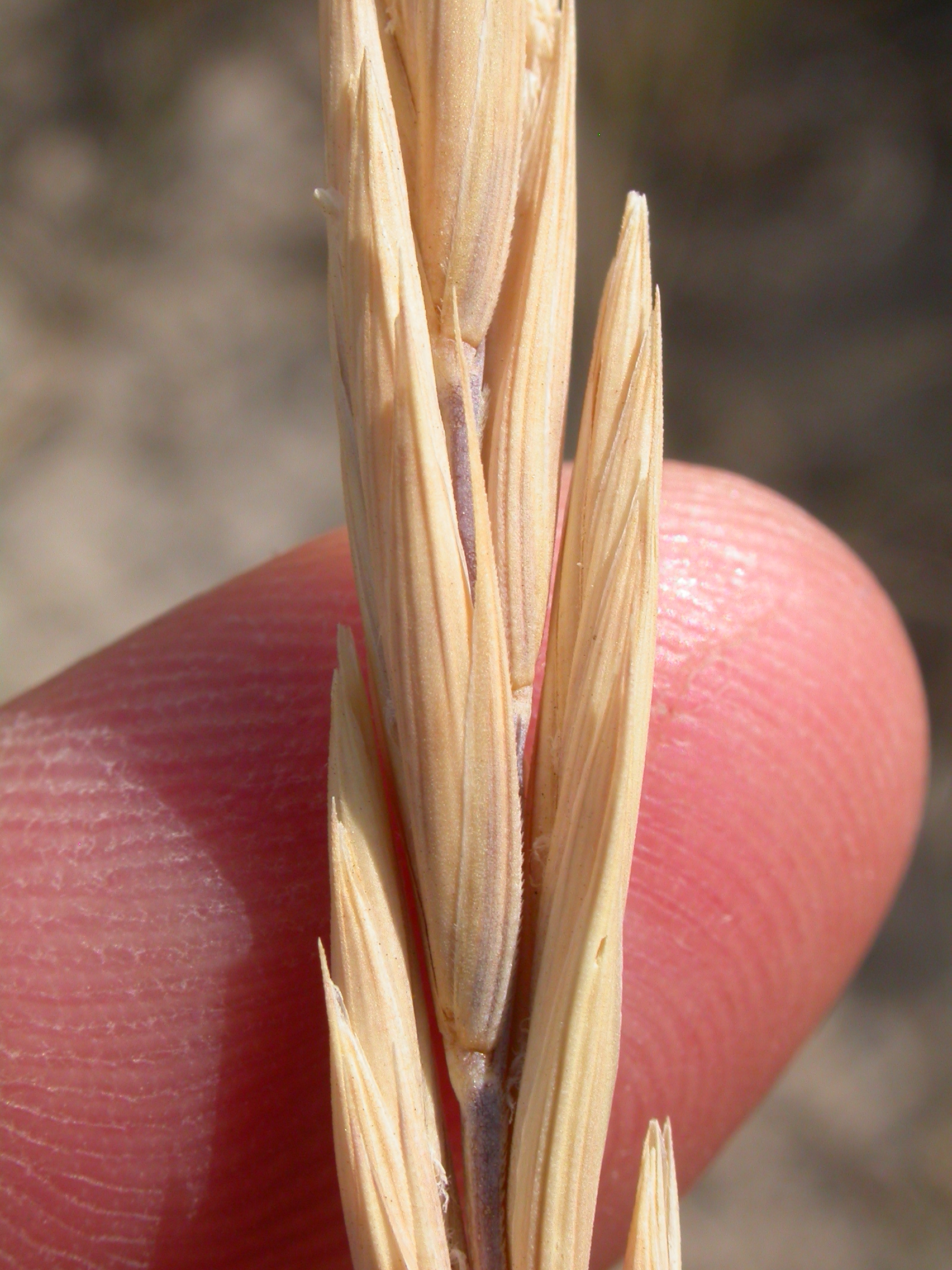